# Hendrik Bruining

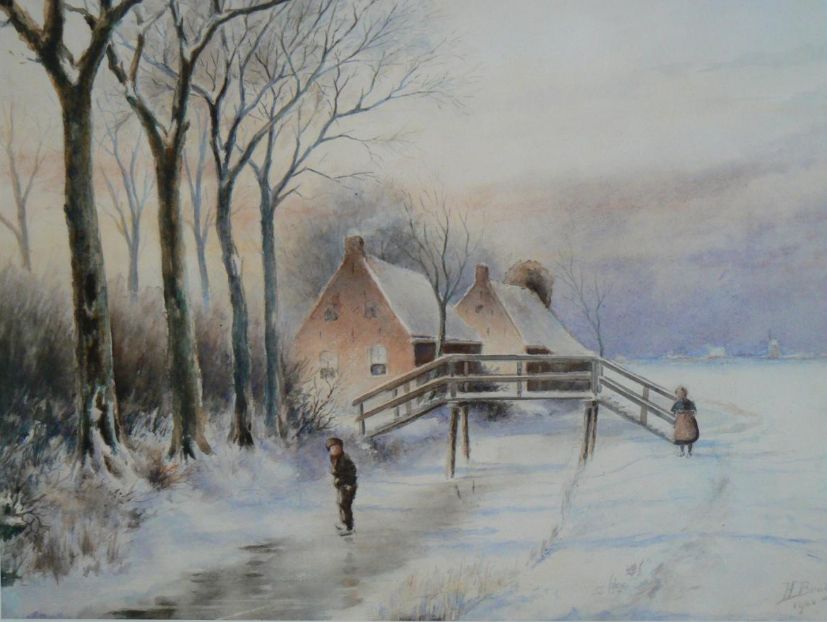
Aquarel van Hendrik Bruining (1900): winterlandschap met jongetje op het ijs bij Aalsum (ten noorden van Dokkum).

Hendrik Bruining (Dokkum, 16 januari 1850 – aldaar, 19 april 1925) was een Friese onderwijzer, kinderboekenschrijver, tekstdichter, tekenaar en schilder.
Bekende kinderliedjes van zijn hand waren 'Daantje zou naar school toe gaan' en ' 't Maantje tuurt, 't Maantje gluurt'.

## Leven en werk
Hendrik Bruining was de zoon van Klaas Bruining en Fokje Gerkes Veltkamp. Hij werd onderwijzer op de Burgerschool in Dokkum, waar hij tot aan zijn pensionering zou blijven. Daarnaast was hij kerkenraadslid van de Nederlandse Hervormde Kerk, secretaris van de IJsclub Dockum en secretaris van de Vereniging voor Volksvermaken. Tevens schilderde hij aquarellen, onder meer van winterlandschappen. Hij bleef zijn hele leven ongehuwd.

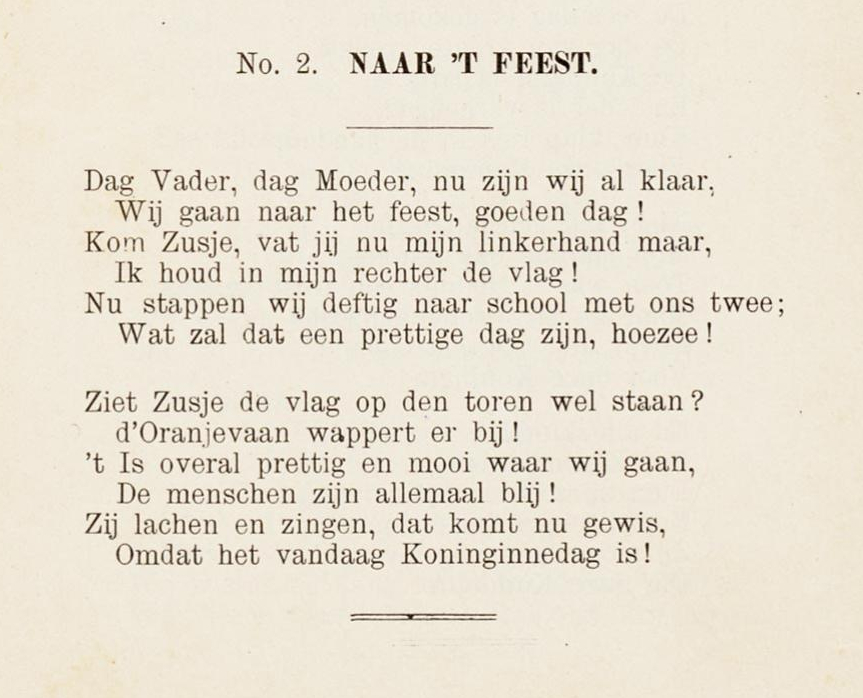
Liedblad met kinderliedje van Bruinings hand over de verjaardag van koningin Wilhelmina in 1898.

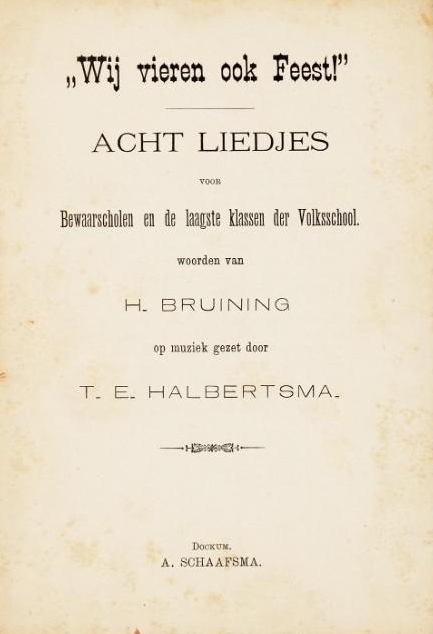
Titelblad van liedboekje Wij vieren ook feest (1898) van Hendrik Bruining, met muziek van T.E. Halbertsma.

Bruining schreef verschillende boekjes met gedichtjes en liedjes voor kinderen en later een vijftal leesboeken.
Enkele van zijn kinderliedjes werden opgenomen in het kinderliedboek Kun je nog zingen, zing dan mee! Vijf en zeventig algemeen bekende schoolliederen voor jonge kinderen (1912). Hierdoor verkregen deze liedjes een ruimere bekendheid. Het gaat om:
- Daantje zou naar school toe gaan, / Maar hij bleef gedurig staan
- Tarabom! Tarabom! Tarabom! / Ik hoor de trommels slaan
- Mijn zusje kreeg van Sinterklaas / Twee emmertjes van blik
- Daar waren twee muzikantjes, / Onlangs bij ons in de stad

De eerste twee met muziek van H.J. den Hertog (uit: 25 Liedjes om op het gehoor te zingen), de laatste twee van T.E. Halbertsma (uit: Liedjes voor school en huis).
Ook het liedje ' 't Maantje tuurt, 't Maantje gluurt / Door al onze vensterruiten' (muziek: H.J. den Hertog) werd in meerdere (school)liedbundels overgenomen.
In de laatste jaren van zijn leven schreef hij een vijftal jongensboeken. Hij overleed in 1925, in de leeftijd van 75 jaar. De Nieuwe Dockumer Courant deed op 24 april 1925 kort verslag van de begrafenis van "meester Bruining". Enkele maanden later verscheen er tevens een bericht in het tijdschrift De prins der geïllustreerde bladen (juni 1925).

## Uitgaven (selectie)
Kindergedichtjes en kinderliedjes
- Liedjes voor school en huis: in noten- en cijferschrift. Muziek: T.E. Halbertsma (1888)
- Uit alle jaargetijden: gedichtjes voor kinderen (1892)
- Gedichtjes voor kinderen I: Speelgoed (1892)
- Gedichtjes voor kinderen II: In huis en daar buiten (1892)
- Wij vieren ook feest! Acht liedjes voor bewaarscholen en de laagste klassen der volksschool. Muziek: T.E. Halbertsma (1898)
- 25 Liedjes om op het gehoor te zingen. Muziek: H.J. den Hertog (1900)
- Versjes en poppetjes (1912)

Leesboeken
- Bouke de hardrijder (1913)
- Een dag uit visschen (1918)
- Oude Wytske (1921)
- Hein Krol (1925)